# Яшний Самійло Харитонович
Самі́йло Харито́нович Я́шний (1813, Миргород, нині Полтавської області — після 1903) — кобзар.
Грати вчився у Кошового С.
Довголітній керівник («панотець») миргородської лірницької організації. Його учнем був Михайло Кравченко. Знавець «Миргородської науки».
У 1903 р. художник О. Сластіон зробив портретну зарисовку кобзаря.

### Репертуар
Виконував українські народні пісні та думи:
∗ «Брати озовські»,
∗ «Удова і три сини»,
∗ «Дівка бранка».